# Clas Thunberg
Arnold Clas Robert Thunberg (n. 5 aprilie 1893, Helsingfors, Imperiul Rus – d. 28 aprilie 1973, Helsingfors, Finlanda) a fost un patinator finlandez.

## Date biografice
Thunberg a început patinajul la 18 ani. Între anii 1922 - 1932 a fost unul dintre cei mai buni patinatori din lume. La Jocurile Olimpice de iarnă din 1924 în Chamonix câștigă 5 medalii dina care 3 sunt medalii de aur, unul argint și unul bronz. De asemenea mai câștigă două medalii de aur în 1928 în St. Moritz. Pe lângă aceste succese el devine de 5 ori campion mondial și de 4 ori campion european la proba de patinaj viteză. Când avea 42 ani a mai luat parte în 1935 la Campionatul Mondial de patinaj viteză din Oslo. Clas Thunberg a stabilit 4 recorduri mondiale. Recordul său pe distanța de 1000 m stabilit în 1930, a fost doborât abia peste 25 de ani, de către patinatorul rus Ievgheni Romanovici Grișin.